# Polyalthia dumosa
Polyalthia dumosa este o specie de plante din genul Polyalthia, familia Annonaceae, descrisă de George King. Conform Catalogue of Life specia Polyalthia dumosa nu are subspecii cunoscute.